# Zvolský vrch
Zvolský vrch (299 m n. m.) je vrchol v České republice ležící v okrese Náchod, asi 5 km severovýchodně od města Jaroměř, u jihovýchodního okraje vesnice Zvole na jejím katastrálním území.

## Popis
Je to vrchol výrazné plošiny mezi údolími Úpy a Metuje. Vrch je tvořen svrchnokřídovými slínovci s polohami vápenců. Vrch je nezalesněný, jsou zde pole a louka. Jsou z něho za pěkného počasí krásné panoramatické výhledy od roviny směrem na Hradec Králové, dále na Krkonoše, Náchodskou vrchovinu a Orlické hory. Na vrcholu se nachází převáděč mobilního operátora.

## Geomorfologické zařazení
Zvolský vrch náleží do subprovincie Česká tabule, oblasti Východočeská tabule, celku Orlická tabule, podcelku Úpsko-metujská tabule, okrsku Českoskalická tabule a podokrsku Velkojesenická tabule.
Podle alternativního členění Demka a Mackovčina náleží vrch do okrsku Rychnovecká tabule.